# ヤナギハナガサ
ヤナギハナガサ（柳花笠、学名: Verbena bonariensis）は、クマツヅラ科クマツヅラ属の多年草。南アメリカ原産。サンジャクバーベナ（三尺バーベナ）ともいう。

## 特徴
多年生の草本。高さ60 - 150センチメートル (cm) になる。強健な、直立して開いた株立ちになり、茎は剛毛が多くざらつく。断面は四角形から六角形。
粗く分枝した枝には、長楕円形から皮針形の、最大で13 cmの葉が数枚つく。葉身は濃緑色で、葉縁には浅い鋸歯があり、上面は細かな葉脈が凹んで皺があり、裏面に毛が生えている。葉の基部は茎を抱く。
花期は夏。高盆状の青紫色から紅紫色の直径3 - 6ミリメートル (mm) の花が、円錐に似た幅5 cmほどの集散花序についている。花冠の筒は萼のほぼ3倍長で、雌蕊は短くて筒内に隠れる。萼は先がわずかに5裂し、裂片は低い三角形になる。包葉がつくが、萼よりも短い。
花後にできる果穂は長さ1 - 2 cm。果実（分果）は長さ1.4 mmで、腹面は白く、背面は褐色で縦に隆起線がある。

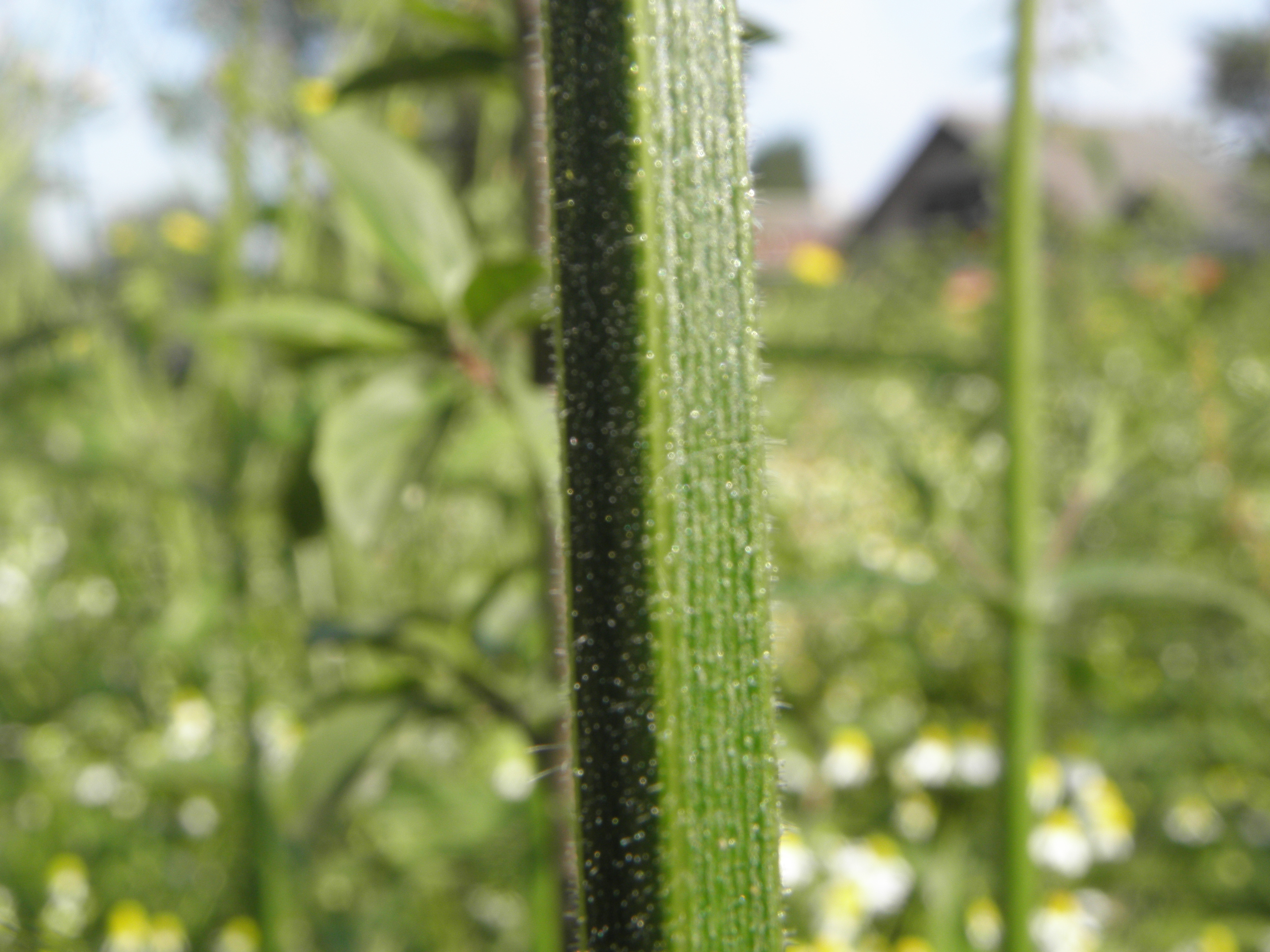
茎
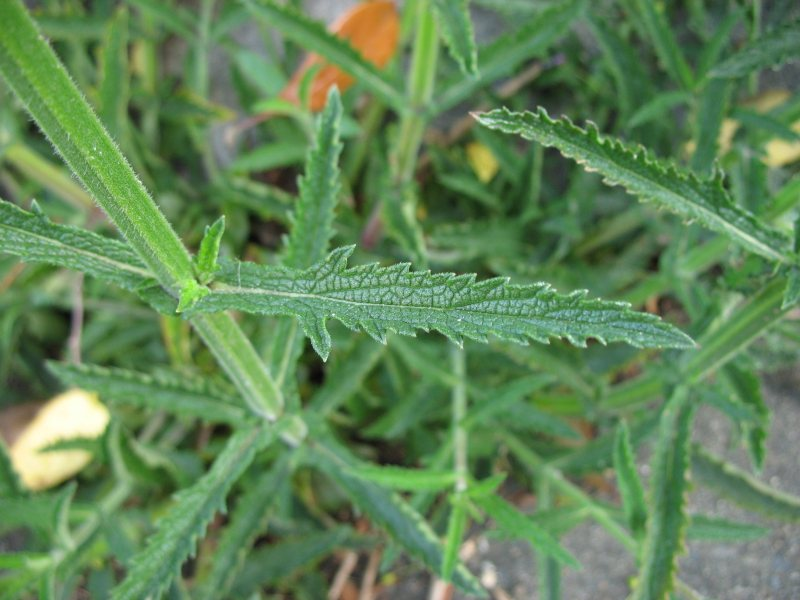
葉
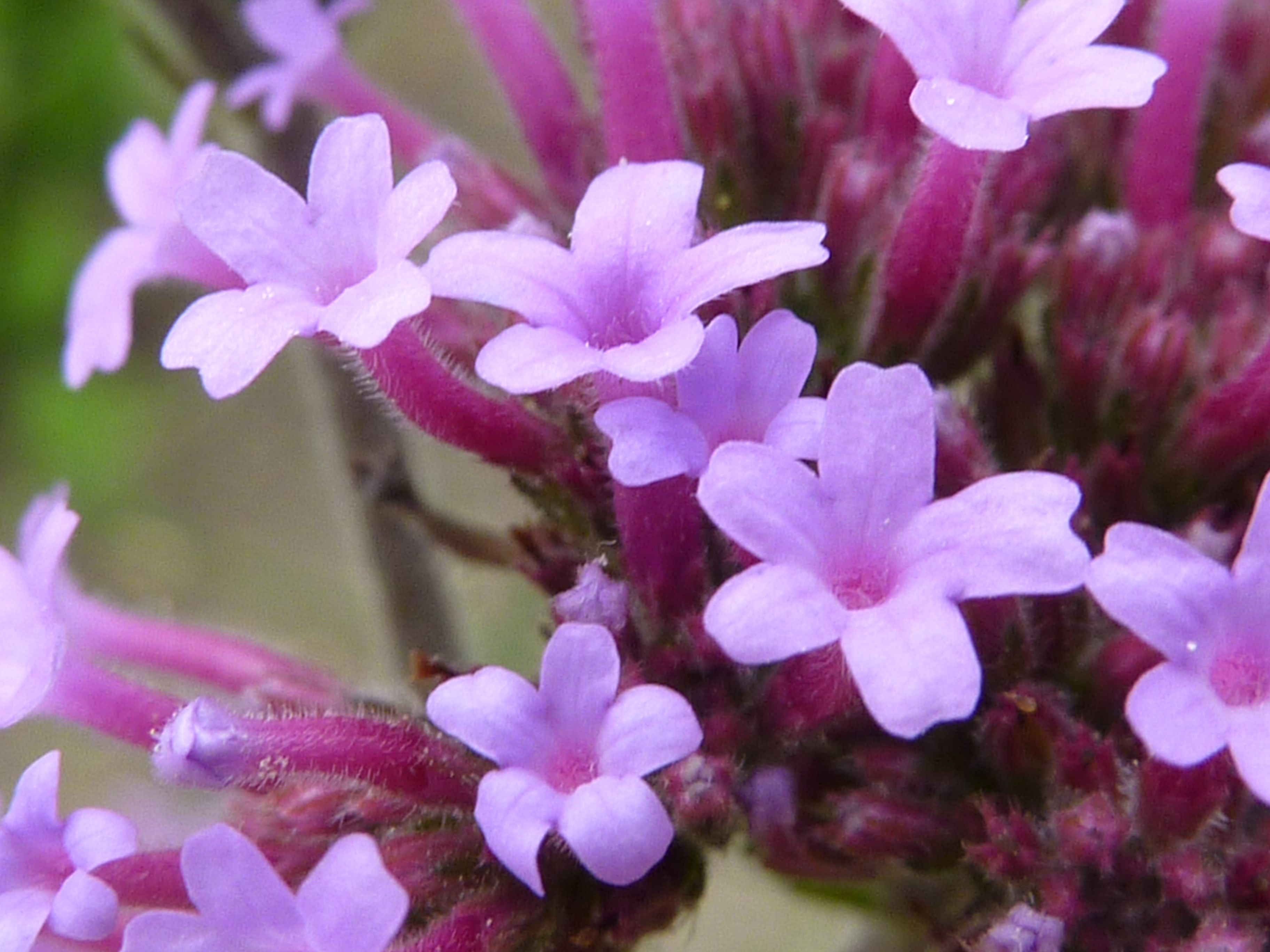
花

### アレチハナガサとの区別
アレチハナガサ（Verbena brasiliensis）の葉は幅の狭い楕円形で、基部が茎を抱かない。花序は細長い。ヤナギハナガサのほうが花冠（花筒）が長く、萼片が短いのが重要な相違点である。また、ヤナギハナガサの茎や葉は濃緑色で、鋸歯が浅く、茎面の毛に長いものが混じらないなどの点でも区別できる。

## 分布・生育地
南アメリカ原産で、日本（北海道から九州）にも帰化している。
日本には園芸植物として導入されたが、全国的に野生化して空き地や道端などに生える。渡来年代は不明であるが、久内清孝は『帰化植物』（1950年）で、「津市及び近畿地方で帰化しつつある」と述べている。